# Salvatore Valerio
Salvatore Valerio (Napoli, 23 settembre 1907 – San Severino Marche, 24 marzo 1944) è stato un partigiano italiano e capitano di complemento dell'Esercito, Medaglia d'oro al valor militare alla memoria.

## Biografia
Richiamato alle armi, l'8 settembre 1943 Salvatore Valerio si trovava a Chiavari col grado di capitano del 15º Reggimento del Genio. All'annuncio dell'armistizio raggiunse la famiglia nelle Marche e, poco dopo, si unì alle formazioni partigiane che si erano costituite nella zona. Entrato in una Brigata Garibaldi, operante sui monti di Stigliano e Valdiola, lungo la vallata del Fiume Potenza nella zona di San Severino Marche, a Valerio fu presto affidato il comando di un distaccamento del Battaglione Mario, alla cui testa prese parte a numerose azioni contro le truppe tedesche. Durante un rastrellamento, Salvatore Valerio si offrì volontario per rafforzare, con un gruppo di compagni, una posizione di difesa presa particolarmente di mira dai tedeschi. Infiltratosi nelle file del nemico, Valerio sostenne valorosamente lo scontro sino a che non esaurì le munizioni. Di fronte ai tedeschi, invece di arrendersi, lanciò contro di loro l'arma ormai inutilizzabile e cadde colpito a morte.

## Riconoscimenti
Sul monte Argentaro il suo sacrificio è ricordato da un cippo - detto "cippo del capitano" - meta annuale, il 25 aprile, delle manifestazioni organizzate per l'anniversario della Liberazione. A lui è dedicata la sezione ANPI di San Severino Marche, dove il comune - come già Macerata - gli ha intitolato una via.